# Insanity (Okui Maszami-dal)
Az Insanity Okui Maszami negyvenegyedik kislemeze, mely 2007. november 21-én jelent meg a Lantis jóvoltából. A kislemezen szereplő két dal a  Muv-Luv Alternative: Total Eclipse videójáték nyitó- és záródalai. A japán lemezeladási listán az ötvenhetedik helyet érte el, két hétig szerepelt rajta, és összesen 3 380 példány kelt el belőle.

## Dalok listája
1. Insanity 4:00
2. Total Eclipse 4:21
3. Insanity (Off Vocal) 4:00
4. Total Eclipse (Off Vocal) 4:21

## Külső hivatkozások
- Oricon profil Archiválva 2009. június 4-i dátummal a Wayback Machine-ben